# Intel i740

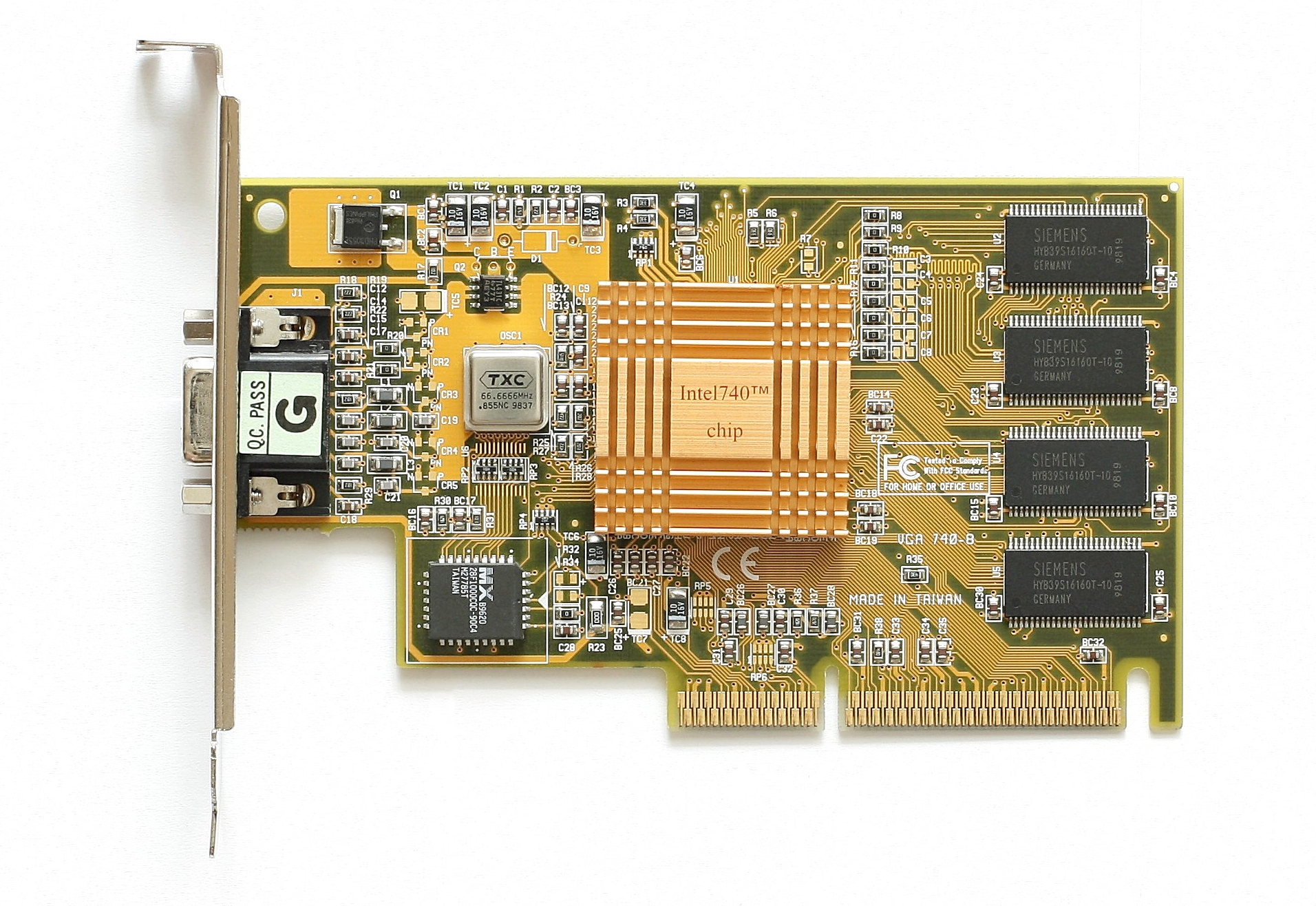
Видеокарта Intel740 AGP

Intel740 (i740) — графический ускоритель с интерфейсом AGP (хотя также существовала версия и под разъем PCI), произведенный фирмой Real3D (подразделение Lockheed Martin и, позже, Intel). Устройство было представлено в 1998 году. Это была первая попытка Intel войти на рынок графических 3D ускорителей. Корпорация пыталась стать одним из ведущих игроков на рынке 3D графики, но конкуренция со стороны 3dfx, ATI, Matrox и NVIDIA вынудила Intel сосредоточиться на бюджетной встроенной графике вместо дискретных решений.

## История
i740 имеет долгую историю, которая начинается с GE Aerospace, где её планировалось использовать как составную часть их симулятора полёта аппарата программы Аполлон, для отработки стыковки командного и лунного модуля. В 1992 году эта компания продала долю акций Martin Marietta в связи с «грандиозным сокращением в GE». В 1995 году компании Martin Marietta и Lockheed Corporation объединились под названием Lockheed Martin.
В январе 1995 года Lockheed Martin произвела реорганизацию и сформировала подразделение Real 3D, чтобы выйти на потребительский рынок с графическими решениями. Это подразделение сразу начало пользоваться успехом, разрабатывая и поставляя микросхемы, которые использовались в основном в платах для аркадных игровых автоматов Sega Model 2 и 3. Совместно с Intel и Chips and Technologies (куплена Intel) был организован проект для того, чтобы разрабатывать 3D-ускорители для рынка PC под кодовым названием «Auburn» («Рыжий»).
Auburn разрабатывался специально для использования интерфейса AGP, в то время как другие видеокарты использовали интерфейс PCI (в частности, VooDoo Graphics от 3dfx). 
Уникальной характеристикой этой видеокарты было использование видеопамяти только для буфера кадров, текстуры же находились в оперативной памяти компьютера. 
В то время многие видеокарты использовали процессор для геометрических вычислений, а затем передавали данные с карты для наложения текстур и билинейной фильтрации; если же эти данные будут оставаться в оперативной памяти, а видеокарта будет иметь высокоскоростной канал для передачи данных, то производительность видеокарты может быть улучшена за счёт сокращения общего объёма памяти.
В преддверии анонса i740 в прессе было отмечено, что на рынке будет меньше производителей видеокарт. Как только видеокарта вышла в свет, стали расползаться слухи о низкой производительности. Однако, даже несмотря на это, эксперты отмечали, что это будет важное событие на рынке.
Intel также продавала чипы i740 другим производителям 3D-ускорителей. Те часто использовали мосты PCI-to-AGP и значительный объём памяти на устройстве, что позволяло хранить текстуры локально. Такие решения отличались (в некоторых вариантах тестов) даже большей производительностью, чем решения от Intel с интерфейсом AGP.

## Технические характеристики
Карта предназначалась в первую очередь для систем с процессором Pentium II, и не производила геометрические расчёты. Однако качество картинки в 3D-режиме было высоким для того времени.
- Глубина цвета — 16 бит
- Поддержка двойной буферизации, Z-буфера, билинейного и трилинейнойго мип-маппинга, альфа-блендинга
- 1,35 миллиона 3D-полигонов в секунду
- 1,5 миллиона 3D-векторов в секунду
- 66 миллионов пикселей в секунду
- Пропускная способность каналов памяти — 800 Мбайт/сек локальной с шириной шины в 64 бита и 525 Мбайт/сек AGP
- Аппаратный декодер DVD/MPEG-2, аппаратное ускорение масштабирования и интерполяции 2D-изображений, преобразование YUV-RGB
- Фрейм-буфер 4 или 8 Мбайт, память текстур (только на PCI-вариантах) 8 или 16 Мбайт, чипы SGRAM или SDRAM
- Поддержка OpenGL и DirectX 5.0
- Частоты ядра и локальной памяти — 66 МГц, RAMDAC — 205 МГц
- Технология производства — 350 нм Intel CMOS
- Разрешение до 1280x1024 при 16-битном цвете, до 1600x1200 при 8-битном, до 160 Герц вертикальной развёртки

## Преемник
В апреле 1999 года Intel анонсировала преемников i740 — i752 и i754. Среди улучшений были: поддержка мультитекстурирования, анизотропной фильтрации, компенсация движения в видео формата MPEG-2 и дисплеев DVI. Оба чипа использовали одинаковые ядра, но i754 использовала интерфейс AGP 4X, в отличие от i752, использовавшей AGP 2X. Тем не менее, i754 была отменена перед самым выпуском, а i752 была выпущен ограниченным тиражом перед снятием с производства, показав совсем незначительное увеличение производительности с его предшественником.
Позже разработки i752 и i754 были использованы в чипсетах Intel 810 и 815 соответственно.